# 五明 (弥富市)
五明（ごみょう）は、愛知県弥富市の地名。五明と五明町がある。

## 地理

### 河川・池沼
- 木曽川
- 筏川
- 海部幹線水路

### 交通
- 愛知県道458号一宮弥富線
- 東名阪自動車道
- 関西本線
- 近畿日本鉄道近鉄名古屋線

### 施設
- イオンタウン弥富

昭和初年に昭和毛糸会社（のちに日本毛織弥富工場）が置かれた敷地に開業した。
- 五明公園

## 歴史

### 地名の由来
「五明」（ごめい）は扇のことで、この輪中が扇の形に似ていたことによるという。

### 沿革
- 江戸時代 - もともとは伊勢国桑名郡五明村[1]。幕府領であり、美濃笠松代官所支配[1]。
- 1880年（明治13年） - 愛知県海西郡五明村となる[1]。
- 1889年（明治22年） - 弥富村大字五明となる[1]。
- 1903年（明治36年） - 弥富町大字五明となる[1]。
- 1983年（昭和58年） - 一部が海老江・川平に編入される[1]。
- 2006年（平成18年）4月1日 - 弥富市五明および五明町となる[WEB 4]。

### WEB
1. ↑  “読み仮名データの促音・拗音を小書きで表記するもの(zip形式) 愛知県” (zip).   日本郵便 (2024年2月29日). 2024年3月26日閲覧。
2. ↑  “市外局番の一覧” (PDF).   総務省 (2022年3月1日). 2022年3月22日閲覧。
3. ↑  “ナンバープレートについて”.   一般社団法人愛知県自動車会議所. 2024年1月21日閲覧。
4. ↑  “愛知県弥富市の郵便番号一覧”.   日本郵便. 2022年12月12日閲覧。

### 書籍
1. 1 2 3 4 5 6 7 8  「角川日本地名大辞典」編纂委員会 1989, p. 577.